# Believe (Justin-Bieber-Album)
Believe ist das dritte Studioalbum des kanadischen Sängers Justin Bieber. Es erschien am 19. Juni 2012 bei Schoolboy Records/Island Records. Das Album erreichte in den deutschen Charts Platz drei und in den Billboard 200 Platz eins. Es existiert auch eine Deluxe-Edition des Albums sowie eine Akustik-Version, welche nochmal veröffentlicht wurde.

## Hintergrund
Am 1. März 2012 trat Bieber anlässlich seines 18. Geburtstags in der The Ellen DeGeneres Show auf und kündigte die erste Single von seinem nächsten Album an, Boyfriend. Die Single, geschrieben von Bieber und Mike Posner, wurde am 26. März 2012 vorab veröffentlicht. Über Twitter kündigte Bieber schließlich auch das Album an, zunächst für März 2012. Es erschien dann erst im Juni 2012. Bei Right Here wirkte Drake mit. Als zweite Single wurde im Juli 2012 As Long as You Love Me ausgekoppelt, bei dem Big Sean mitwirkte.

## Titelliste
Standard-CD
1. All Around The World (feat. Ludacris) – 4:02 (Justin Bieber, Nasri Atweh, Adam Messinger, Nolan Lambroza, Christopher Bridges)
2. Boyfriend – 2:53 (Bieber, Mike Posner, Mason Levy, Matthew Musto)
3. As Long As You Love Me (feat. Big Sean) – 3:49 (Rodney „Darkchild“ Jerkins, Andre Lindal, Atweh, Bieber, Sean Anderson)
4. Catching Feelings (3:54) – (Patrick „j.Que“ Smith, Antonio Dixon, Eric Dawkins, Damon Thomas, Kenneth Edmonds)
5. Take You – 3:40 (Raphaël Judrin, Pierre-Antoine Melki, Ross Golan, James Abrahart, Alex Dezen, Ben Maddahi)
6. Right Here (feat. Drake) – 3:24 (Chauncey Hollis, Aubrey Graham, Eric Bellinger)
7. Fall – 4:08 (Bieber, Mason Levy, Jacob Lutrell)
8. Die In Your Arms – 3:57 (Jerkins, Dennis „Aganee“ Jenkins, Travis Sayles, Thomas Lumpkins, Kelly Lumpkins, Bieber, Berry Gordy, Alphonso Mizell, Freddie Perren, Deke Richards, Herb Rooney)
9. Thought of You – 3:50 (Bieber, Ariel Rechtshaid, Thomas Pentz, Bellinger)
10. Beauty and a Beat (feat. Nicki Minaj) – 3:48 (Max Martin, Anton Zaslavski, Savan Kotecha, Onika Maraj)
11. One Love – 3:54 (Brandon Green)
12. Be Alright – 3:09 (Bieber, Dan Kanter)
13. Believe – 3:42 (Atweh, Messinger, Lambroza, Tucker)

## Rezeption
Das Album erhielt mittelmäßige bis positive Kritiken. Auf der Seite Metacritic.com erlangte das Album eine Punktzahl von 68 von 100, aus 14 englischsprachigen Kritiken.

## Kommerzieller Erfolg

### Chartplatzierungen
| ChartsChartplatzierungen       | Höchstplatzierung | Wochen |
| ------------------------------ | ----------------- | ------ |
| Deutschland (GfK)              | 3 (17 Wo.)        | 17     |
| Österreich (Ö3)                | 1 (15 Wo.)        | 15     |
| Schweiz (IFPI)                 | 3 (18 Wo.)        | 18     |
| Vereinigte Staaten (Billboard) | 1 (59 Wo.)        | 59     |
| Vereinigtes Königreich (OCC)   | 1 (39 Wo.)        | 39     |

| ChartsJahrescharts (2012)      | Platzierung |
| ------------------------------ | ----------- |
| Schweiz (IFPI)                 | 96          |
| Vereinigte Staaten (Billboard) | 11          |
| Vereinigtes Königreich (OCC)   | 72          |

| ChartsJahrescharts (2013)      | Platzierung |
| ------------------------------ | ----------- |
| Vereinigte Staaten (Billboard) | 41          |

### Auszeichnungen für Musikverkäufe
| Land/Region                  | Auszeichnungen für Musikverkäufe (Land/Region, Auszeichnung, Verkäufe) | Verkäufe  |
| ---------------------------- | ---------------------------------------------------------------------- | --------- |
| Australien (ARIA)            | 2× Platin                                                              | 140.000   |
| Brasilien (PMB)              | 3× Platin                                                              | 120.000   |
| Dänemark (IFPI)              | 4× Platin                                                              | 80.000    |
| Deutschland (BVMI)           | Gold                                                                   | 100.000   |
| Irland (IRMA)                | Gold                                                                   | 7.500     |
| Italien (FIMI)               | Platin                                                                 | 60.000    |
| Kanada (MC)                  | 2× Platin                                                              | 160.000   |
| Kolumbien (ASINCOL)          | 2× Platin                                                              | 20.000    |
| Malaysia (RIM)               | Platin                                                                 | 15.000    |
| Mexiko (AMPROFON)            | 3× Platin                                                              | 180.000   |
| Neuseeland (RMNZ)            | 2× Platin                                                              | 30.000    |
| Norwegen (IFPI)              | 2× Platin                                                              | 60.000    |
| Polen (ZPAV)                 | Platin                                                                 | 20.000    |
| Schweden (IFPI)              | Platin                                                                 | 40.000    |
| Singapur (RIAS)              | Platin                                                                 | 10.000    |
| Spanien (Promusicae)         | Gold                                                                   | 20.000    |
| Vereinigte Staaten (RIAA)    | 3× Platin                                                              | 3.000.000 |
| Vereinigtes Königreich (BPI) | Platin                                                                 | 300.000   |
| Insgesamt                    | 3× Gold · 29× Platin ·                                                 | 4.362.500 |

Hauptartikel: Justin Bieber/Auszeichnungen für Musikverkäufe